# Bobby the Magician
Bobby the Magician è un cortometraggio muto del 1917. Il nome del regista non viene riportato nei credit del film.

## Trama
Trama di Moving Picture World synopsis in (EN)  su IMDb

## Produzione
Il film fu prodotto dalla Vitagraph Company of America.

## Distribuzione
Distribuito dalla Greater Vitagraph (V-L-S-E), il film - un cortometraggio in una bobina - uscì nelle sale cinematografiche statunitensi il 26 novembre 1917.